# Речица (Тверская область)
Речица — деревня в Сандовском районе Тверской области. Входит в состав Большемалинского сельского поселения. Население 5 (2010) человек
Расположена в лесистой местности в 20 км к юго-западу от посёлка Сандово.

## История
Точная дата основания неизвестна, однако в XIX веке деревня уже точно существовала. Население на данный момент колеблется между 2 и 5 людьми, жилых домов осталось около трёх. В ~1960 году население деревни составляло около 300 человек. В деревне существовал колхоз, однако в 90-х он развалился. В январе 2020 года около деревни был приобретён участок сельскохозяйственного назначения площадью 650000 м², что даёт надежду на возрождение в ней сельского хозяйства.

## Население
| 2010 |
| ---- |
| 5    |

## Фотогалерея
- Один из последних сохранившихся жилых домов в деревне
- Заброшенный дом
- Река Речица